# Луанг Пхо Дэнг

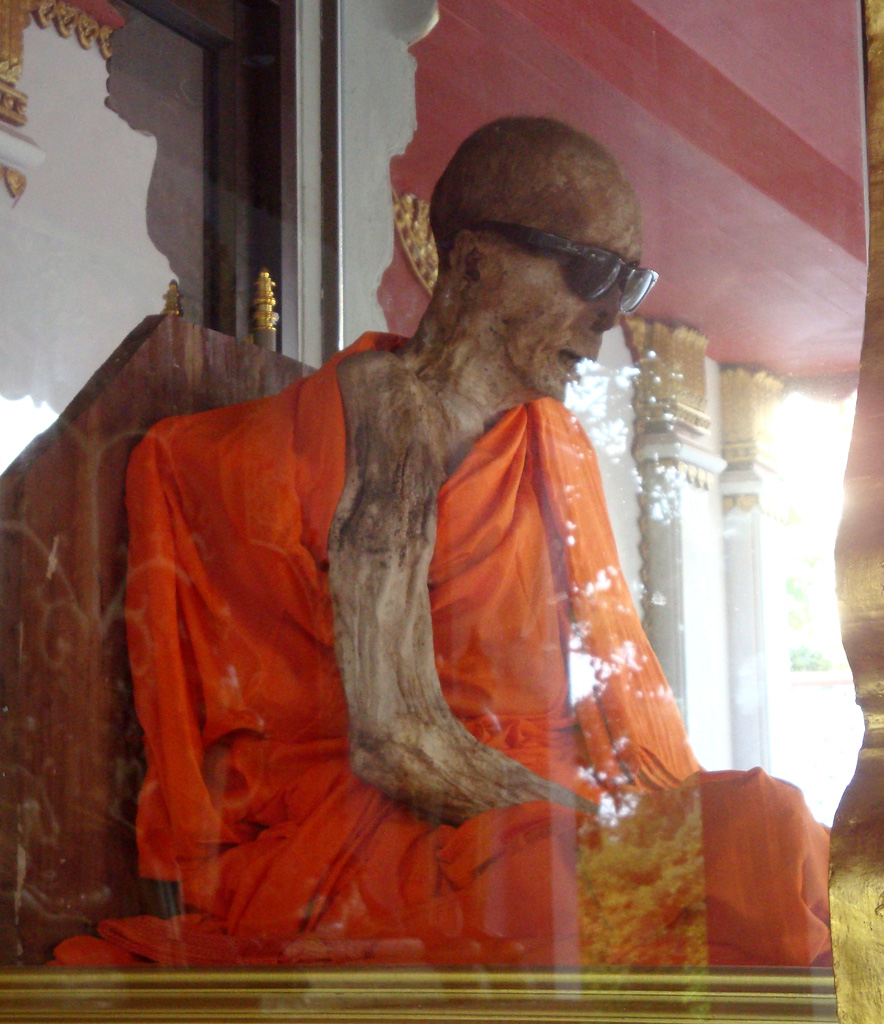
Мумия монаха в храме

Луанг Пхо Дэнг (тай.หลวงพ่อแดง ; 1894-1972) — бывший настоятель тайского буддийского монастыря Ват Кхунарам (тай.วัดคุณาราม) на острове Самуй. Считается, что монах предсказал возможную мумификацию своего тела. Тело монаха действительно подверглось самомумификации и в настоящее время мумия Луан Пхо Дэнга является одной из почитаемых достопримечательностей монастыря Кхунарам.